# 麦伦普塔赫石碑

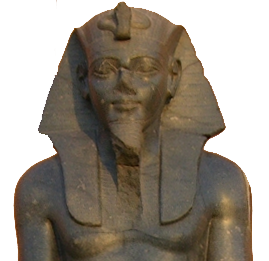
法老麥倫普塔赫塑像 (位于卢克索)

麥倫普塔赫石碑（The Merneptah Stele），别名以色列石碑（the Israel Stele）或法老麥倫普塔赫胜利纪念碑（Victory Stele of Merneptah）。这座石碑是一座大型暗色花岗岩石碑，为古埃及法老阿蒙霍特普三世所立。后来法老麥倫普塔赫在公元前1213年到前1203年在位，他在此石碑上刻下碑文。碑文内容纪念了法老麥倫普塔赫的一次重要战役的胜利，此战埃及军队击败了Libu 和 Meshwesh两支利比亚人部落以及他们的海上民族盟友。碑文的最后两行提及了先前发生在迦南的一次战役，法老麥倫普塔赫在碑文中声称在此战中他击败了亚实基伦（迦南地的非利士人城邦）、基色（Gezer，迦南地的城市）、雅罗安（Yanoam）、以色列等民族的军队。
埃及学家弗林德斯·皮特里于1896年在底比斯古城的法老麥倫普塔赫祭庙中发现了这座石碑。 皮特里有评论说，“这座石碑的名声会超过我发现的所有其他东西”。如今它收藏在开罗的埃及博物馆。碑文的一个不完整的抄件在卡纳克被发现。 石碑高度为318厘米或大约10英尺，宽度163厘米。碑文的主体先是叙述文字，最后以一首诗歌结束，这正是当时埃及新王国时代的碑文风格。碑文记载的年代为“（法老麥倫普塔赫在位）五年，夏季第三月，三日”，大约为公元前1209或前1208年。

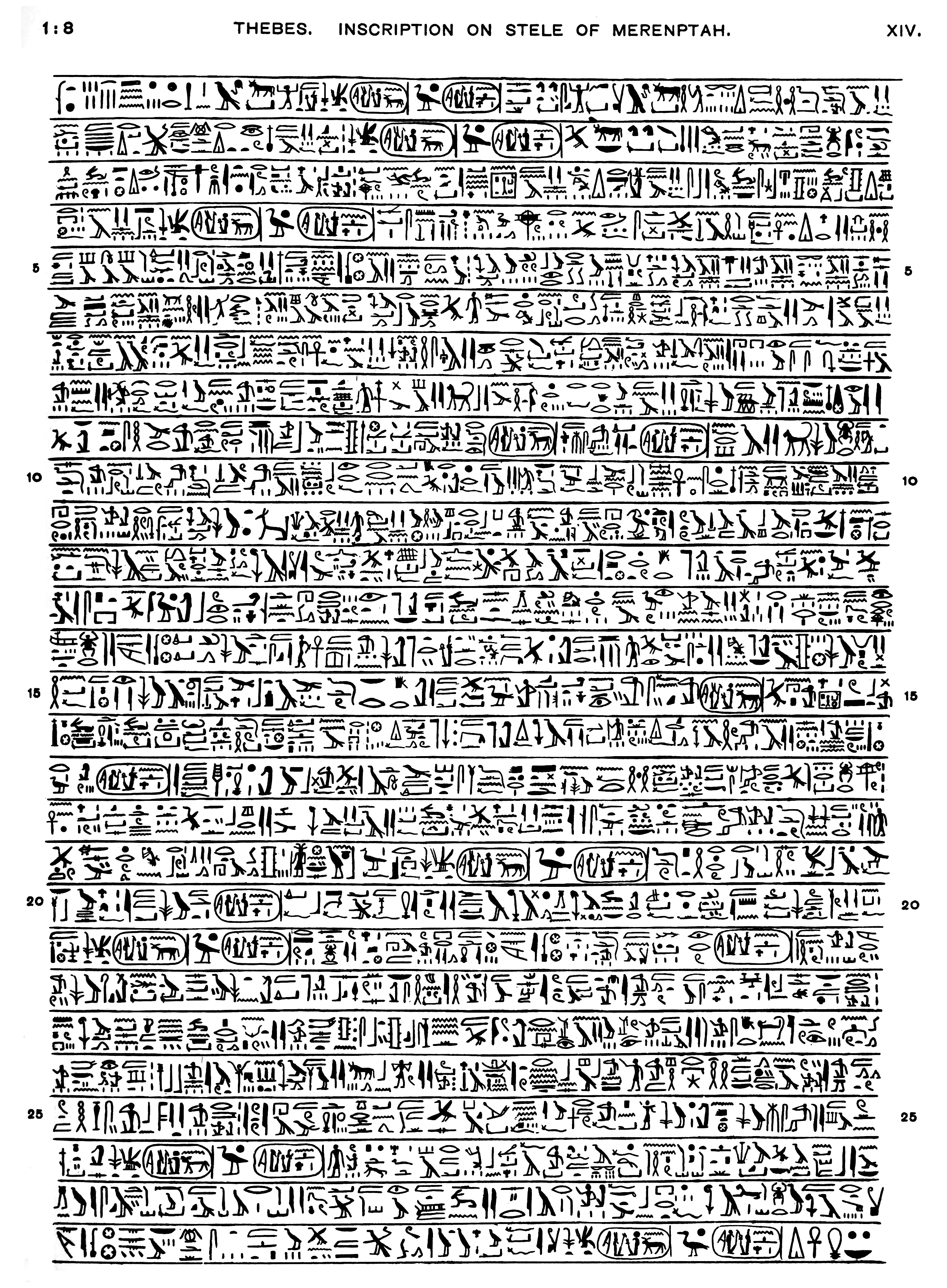
麥倫普塔赫石碑碑文(Flinders Petrie, Six Temples at Thebes, London (1897), Tafel 14)

碑文声名显赫的原因在于这是唯一提到以色列（ "Isrir" 或者 "Israel"）的古埃及文字记录。同样碑文也是至今为止发现的证明以色列存在的年代最古的证据。因此许多学者将此石碑称为以色列石碑。这个称谓有些误导的性质，因为碑文内容明显不是为以色列而作的，仅仅是在行文中提到一次以色列罢了。
只有一行提到了以色列，该行的译文为：“以色列惨遭蹂躏，几乎灭种”（"Israel is wasted, bare of seed"）。该行另一种译文为“以色列荒芜，其种无存”（"Israel lies waste, its seed no longer exists"）。碑文提到迦南地的内容很少。以色列仅仅是和亚实基伦（Ashkelon）、基色（Gezer）和雅罗安（Yanoam）一起在碑文中提到一次罢了。法老麥倫普塔赫是在碑文中插入了这行提到他在迦南地的战役，但碑文主要内容是他对利比亚部落和海上民族的战役的胜利。提到麥倫普塔赫的迦南地战役的碑文内容是，“迦南悲哀地臣服。亚实基伦被征服。基色被攻占。雅罗安不复存在。以色列惨遭蹂躏，几乎灭种。”
现在人们对于碑文的分歧集中在法老麥倫普塔赫的迦南战役是否真实发生。另外人们对碑文是否真实描述迦南战役也产生了疑问，怀疑碑文是否同亚述文献一样从来不承认亚述的战败。持怀疑观点的人们指出，另一篇关于卡叠石战役的碑文明确了麥倫普塔赫的父亲拉美西斯二世对迦南地的统治十分稳固。因此麥倫普塔赫即位后再次征服迦南地的战役就显得奇怪了。除非当地爆发了叛乱，以至于麥倫普塔赫认为有必要为了重建埃及统治而敉平叛乱。如果是这样的话，那麥倫普塔赫对迦南地的统治不怎么稳固。
| i | i | z · Z1s · Z1s · r | i | A | r · Z1 | T14 | A1 · B1 · Z2s |

以上为碑文“以色列”的古埃及象形文字。由于碑文中“以色列”只出现一次，使得专家搜集信息推断此处“以色列”的所指较为困难。碑文明确此“以色列”是指一个民族，而不是国家。因为此处“以色列”象形文字中没有“国家”这个表意符号。碑文中和以色列同列的敌人亚实基伦（Ashkelon）、基色（Gezer）和雅罗安（Yanoam），象形文字符号组合中有“城邦”的表意符号。这个“城邦”符号形如“一根投掷棒加三座山”。而我们所见的“以色列”的象形文字符号组合却使用了另一个表示埃及之外民族的表意符号，形如“一根投掷棒加一个男人加一个女人，在这个男人和女人的下方有三条竖线”。埃及人使用这个符号来表示游牧民族，或者说是没有自己固定城市的民族。于是碑文的这种表达方式暗示了在法老麥倫普塔赫第五年，以色列人处在半游牧状态或者居于乡村的状态。除了这个分析之外，学者对当时以色列的其他状况得出结论非常少。

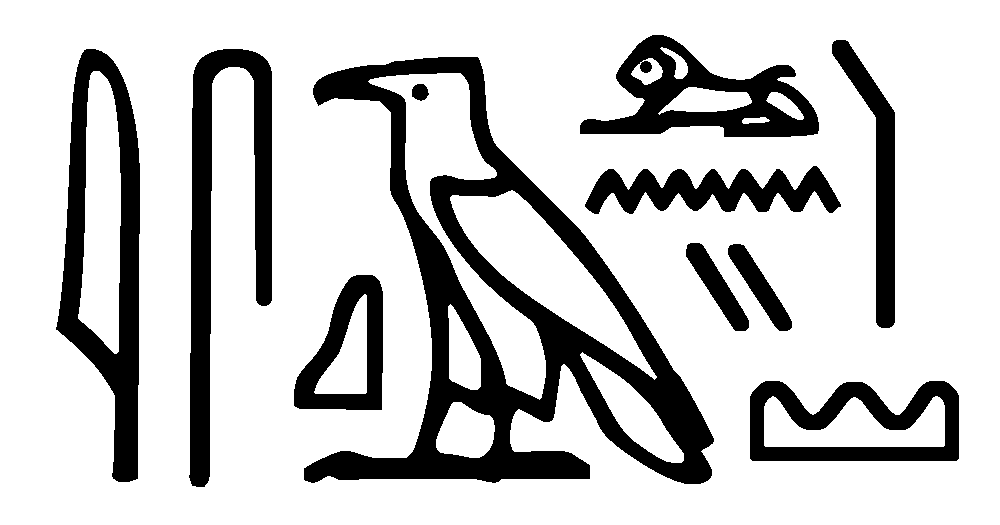
碑文亚实基伦的写法。注意“一根投掷棒加三座山”的符号表示“城邦”，比较上述的碑文“以色列”写法。

Donald Redford提出的理论认为此“以色列”是一支与贝都因人类似的游牧人，埃及人称之为“Shasu”。Redford注意到法老阿蒙霍特普三世的Soleb temple里的记载公元前15世纪的“Shasu”族群的列表中，有一个是“Yhw，在Shasu之地”。Yhw被认为是Yaw或Yahweh的早期形式。而Yahweh正是希伯来语圣经（基督教的圣经旧约）里以色列的上帝。这个以色列人和Shasu存在关系的学说被质疑。因为在麦伦普塔赫石碑碑文中，以色列人并未被描绘为Shasu。碑文中以色列人与迦南城邦亚实基伦人、基色人和雅罗安人，两者在服装和发型上别无二致。碑文中的亚实基伦人等城邦人民正在保卫自己的城市。“以色列”人紧接着在这些迦南地的城邦人民之后被提到。看来人们对此不会形成成熟可靠的结论。在麦伦普塔赫石碑之后，下一个提到以色列的非圣经文献就是300年后的米沙石碑。米沙石碑碑文记载了以色列王暗利和摩押人的战争。麦伦普塔赫石碑时代200年后扫罗成为以色列联合王国的王。这200年的历史圣经的记载很粗略。以色列如何转变为一个王国仍然需要研究。无论如何，麦伦普塔赫石碑是以色列历史的重要资料，它是关于“以色列”的第一次官方纪录，尽管信息不多。
Institute of Southern Adventist University 的Michael G. Hasel提出，在公元前13世纪晚期，以色列已经成为迦南地的一支成熟的政治力量。他认为麦伦普塔赫石碑固然没有使得我们明确当时以色列的社会状况，但碑文的确提到以色列意味着他成为埃及人在迦南地必须面对的政治实体。
| i | i | z · Z1s · Z1s · r | i | A | r · Z1 | T14 | A1 · B1 · Z2s |

| i | i | z · Z1s · Z1s · r | i | A | r · Z1 | T14 | A1 · B1 · Z2s |

| f · k · t | G36 |

| f · k · t | G36 |

| b · n |

| b · n |

| O1 · r · t |

| O1 · r · t |

| f |

| f |

## 引注
1. ↑  Carol A. Redmount, 'Bitter Lives: Israel in and out of Egypt' in The Oxford History of the Biblical World, ed. Michael D. Coogan, (Oxford University Press: 1999), p.97
2. ↑  Ian Shaw & Paul Nicholson, The Dictionary of Ancient Egypt, British Museum Press, (1995), pp.183-184
3. ↑  Flinders Petrie: A life in archaeology. Margaret Drower, 1985
4. 1 2  Redmount, op.cit., p.97
5. ↑  Alessandro Bongioanni & Maria Croce (ed.), The Treasures of Ancient Egypt: From the Egyptian Museum in Cairo, Universe Publishing, a division of Ruzzoli Publications Inc., 2003. p.186
6. ↑  Stager, Lawrence E., "Forging an Identity: The Emergence of Ancient Israel" in Michael Coogan ed. The Oxford History of the Biblical World, Oxford University Press, 2001. p.92
7. ↑  M. G. Hasel, "Israel in the Merneptah Stela," BASOR 296, 1994, pp.54 & 56, n.12.
8. ↑  In the original text, the bird (a swallow) is placed below the t sign (a semicircle) but for reasons of legibility, the bird is here placed next to the t sign.
9. ↑  According to Flinders Petrie.